# کروتون (سرده)
کروتون (نام علمی: Croton) نام یک سرده از تیره فرفیونیان است.